# Źródła (Basse-Silésie)
Pour l’article homonyme, voir Źródła (Petite-Pologne).
Źródła (Borne en allemand) est une localité polonaise de la gmina de Miękinia, située dans le powiat de Środa Śląska en voïvodie de Basse-Silésie.

## Histoire
De 1816 à 1945, Borne fait partie de l'arrondissement de Neumarkt dans le district de Breslau au sein de la province de Silésie.